# David L. Boren
David Lyle Boren, född 21 april 1941 i Washington, D.C., död 20 februari 2025 i Norman, Oklahoma, var en amerikansk demokratisk politiker. Han var guvernör i delstaten Oklahoma 1975–1979. Därefter representerade han Oklahoma i USA:s senat 1979–1994. Han var rektor för University of Oklahoma sedan 1994. Han var far till politikern Dan Boren.
David Borens far Lyle Boren var ledamot av USA:s representanthus 1937–1947. David Boren utexaminerades 1963 från Yale University. Han studerade vidare vid Oxfords universitet och University of Oklahoma. Han inledde 1968 sin karriär som advokat i Seminole, Oklahoma.
Boren tillträdde 1975 som guvernör i Oklahoma. Han avgick 1979 för att tillträda som ledamot av USA:s senat och efterträddes som guvernör av George Nigh. Boren var ordförande i senatens underrättelseutskott 1987–1993. Han avgick 1994 som senator för att tillträda som rektor för University of Oklahoma. Han var (år 2022) den senaste i sitt parti som tjänstgjort som amerikansk senator från Oklahoma.